# Näsby kyrka, Skåne
Näsby kyrka var en kyrkobyggnad i stadsdelen Näsby i Kristianstad. Den tillhörde Heliga Trefaldighets församling i Lunds stift. Kyrkan avsakraliserades 2011, och kallades en tid Näsby Ceremonihall. Lokalen är numera en restaurang.

## Kyrkobyggnaden
Kyrkan uppfördes efter ritningar av slottsarkitekt Knut Nordenskjöld och invigdes av biskop Edvard Magnus Rodhe den 25 september 1937. Kyrkan byggdes med medel som tillkommit genom insamling hos ortsbefolkningen, men skänktes 1958 till Heliga Trefaldighets församling.
Byggnaden har byggts om i etapper efter invigningen, bland annat har kyrkorummet fått ett halvrunt kor och kyrkan i övrigt har utrustats med samlingslokaler och några arbetsplatser.
Den 20 maj 2000 återinvigdes kyrkan av biskop Christina Odenberg.
Den 3 februari 2011 hölls den sista gudstjänsten i Näsby kyrka när kyrkorummet avsakraliserades. Kyrkonämndens ordförande Ulla Malmgren invigde då istället den nya Ceremonihallen, där även icke troende och troende från andra religioner kunde ha begravningsceremonier. Lokalen är numera en restaurang.

## Inventarier
Dopfunten av kalkad ek var formgiven av arkitekt Einar Johanson. Den invigdes 24 oktober 1965. Dopskålen var av antikglas.

### Orgel
- 1963 byggde Marcussen & Søn, Aabenraa, Danmark och är en mekanisk orgel. Alla stämmor är delade.

| Manual           | Pedal          | Koppel  |
| Gedackt 8' B/D   | Subbas 16´ B/D | Man/Ped |
| Rörflöjt 4' B/D  |                |         |
| Oktava 2' B/D    |                |         |
| Nasat 1 1/3' B/D |                |         |
| Oktava 1' B/D    |                |         |

- Den nuvarande orgeln var byggd av Allen Organ Company, USA, 2000 och hade 29 stämmor, två manualer och pedal.